# Stanislao Antonio Bonamici
Stanislao Antonio Domenico Bonamici (Livorno, 1815 – Trevi, 1880) è stato un editore italiano.

## Biografia
Stanislao Bonamici nacque a Livorno nel 1815 da Carlo e Carlotta Olivero. Indirizzato agli studi da Francesco Domenico Guerrazzi, nel 1839, preso da vocazione monastica e pronunciò i voti di minore conventuale. In preda ad una crisi spirituale, nel 1841 si allontanò dal convento di Santa Croce in Firenze, abbandonò la patria e la vita monastica, ritornò a Parigi e di lì a Losanna.

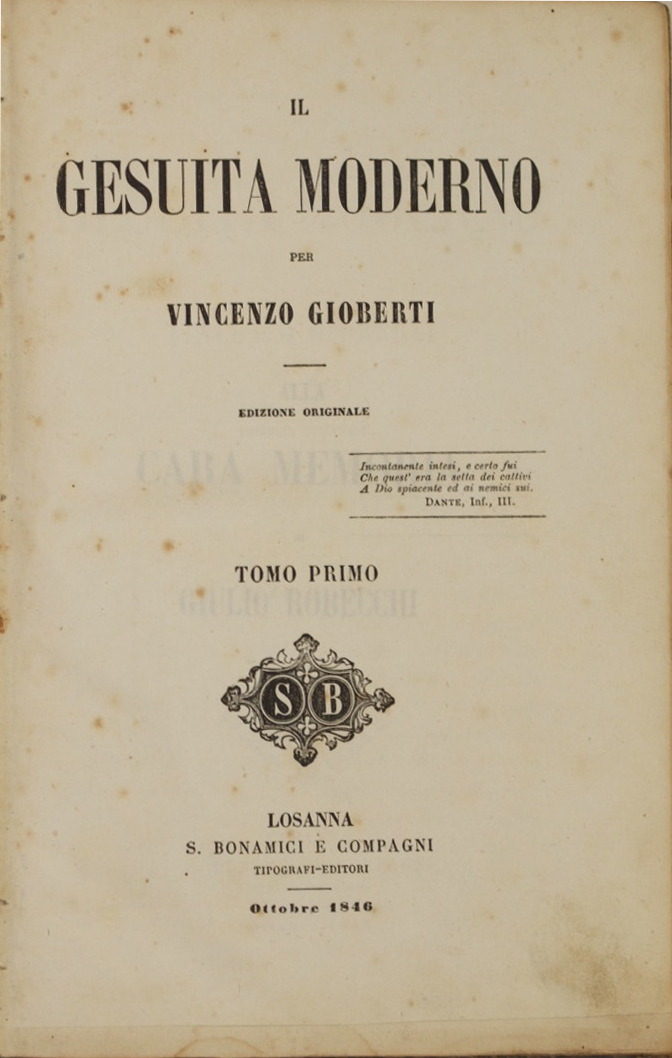
Frontespizio delledizione 1846 de Il Gesuita moderno, pubblicato a Losanna da Bonamici.

Nel 1842, ottenuta la licenza, si sposò con Emma L.C. Adele Bégos, figlia di un tenente colonnello del cantone di Vaud. Nel 1844 acquistò con Georges Bridel la tipografia losannese di Marc Ducloux dando inizio così alla sua carriera di editore. La casa editrice era di tendenze neoguelfe e liberali. Il periodo di maggior fortuna fu fra il 1846 ed il 1847, quando pubblicò le opere di Mazzini, De Boni, Balbo e Gioberti che si diffondevano clandestinamente in Italia, ma già nel 1848, a seguito dell'impedimento posto dai governi alla diffusione del Gesuita moderno di Vincenzo Gioberti e alla messa all'indice del libro, si profilava per Bonamici una grave crisi che lo avrebbe portato all'inevitabile e progressivo fallimento. La casa editrice fu conseguentemente chiusa nel 1848.
Da allora l'editore iniziò di nuovo il suo vagabondare per l'Europa, autoesiliandosi prima in Inghilterra e poi in Australia, per stabilirsi infine a Trevi.  Secondo alcuni biografi vestì di nuovo l'abito monastico a Colle di Val d'Elsa, secondo altri avrebbe contratto un secondo matrimonio, considerando legalmente nulla l'unione con Emma Bégos. Bonamici entrò successivamente nell'amministrazione scolastica, e morì nel 1880, professore a Trevi.

## Archivio
Il fondo Stanislao Antonio Bonamici è conservato presso il Museo civico Giovanni Fattori di Livorno. È costituito dalla corrispondenza dell'editore: circa 70 lettere, 1 cartolina e 5 telegrammi (1855-1860).